# 加藤贵子
加藤贵子（日语：／ Katō Takako，1971年4月12日—），日本女子篮球运动员。她代表日本参加了1994年亚运会、1996年夏季奥运会女子篮球比赛，分别获得银牌和第7名。

## 外部連結
- 加藤贵子在fiba.basketball（英语）
- 加藤贵子在archive.fiba.com（存檔）（英语）
- 加藤贵子在日本女子籃球聯盟官網（日语）
- 加藤贵子在Basketball-Reference.com（國際）（英语）
- 加藤贵子在Proballers（英语）
- 加藤贵子在Olympedia（英语）